# الكسندر جورج
الكسندر جورج (بالإنجليزية: Alexander George)‏ هو فيلسوف أمريكي، ولد في القرن العشرين.